# 大野屋 (和菓子)
株式会社大野屋（おおのや）とは、富山県高岡市に店舗のある和菓子店。

## 概要
高岡の代表銘菓「とこなつ」で知られる老舗和菓子店。1838年（天保9年）に初代・大門屋吉四郎が醸造業から菓子屋に業務転換して創業、1954年（昭和29年）に株式会社化。
「とこなつ」や「田毎」は高岡に滞在した大伴家持の歌にちなんで作られた菓子で、同店の名物となっている。
「とこなつ」は、備中白小豆のつぶあんを求肥で包み、和三盆を贅沢にまぶした一口大の生菓子で、その白さには深みがあり、いぶし銀を帯びている。名前は大伴家持の歌「立山に ふりおける雪を とこなつに 見れども飽かず 神からならし」が由来となっている。
2012年（平成24年）に発売した「高岡ラムネ」は9代目・大野隆一の長女・大野悠が考案したもので、店で保管されていた落雁の木型に着想を得たものである。経済産業省「The Wonder 500」に選ばれている。

## 伝統的建造物
店舗がある木舟町は、山町筋の一画として国の重要伝統的建造物群保存地区に選定されており、大野屋の店舗、工場及び母屋は伝統的建造物として特定されている。

## 主な商品
- とこなつ
- 田毎
- 高岡ラムネ